# رؤیاپردازان (فیلم ۲۰۰۵)
رؤیاپردازان یا خیال‌باف‌ها (به انگلیسی: Dreamer) با نام کامل خیال‌باف‌ها: الهام گرفته از یک داستان واقعی (به انگلیسی: Dreamer: Inspired by a True Story) فیلمی محصول سال ۲۰۰۵ و به کارگردانی جان گاتینز است. در این فیلم بازیگرانی همچون کرت راسل، داکوتا فانینگ، کریس کریستوفرسون، فردی رودریگز، لوئیس گازمن، الیزابت شو، دیوید مورس، اودد فهر و کن هاوارد ایفای نقش کرده‌اند.

## داستان
بن کرین، مربی اسب، آن‌چنان دل به کار سپرده که از توجه به دختر باهوش و کنجکاوش، کیل، غافل مانده است. کیل که مصمم است پدرش به قولی که به او داده عمل کند، او را وادار می‌کند تا او را با خود به محل کار ببرد، و موفق هم می‌شود.
«سوینیادور»، اسبی که قرار است همان روز در مسابقه شرکت کند، از ترک اصطبل سر باز می‌زند. بن اشاره می‌کند که یکی از پاهای او گرم‌تر از حد معمول است، اما پالمر، رئیسش، به او دستور می‌دهد که هر طور شده اسب را به میدان ببرد. در جریان مسابقه، اسب به‌شدت آسیب می‌بیند و پالمر خواهان کشتن او می‌شود. بن که نمی‌خواهد دخترش شاهد این صحنه باشد، با پالمر معامله‌ای می‌کند؛ اسب را به مالکیت خود درمی‌آورد، اما شغلش را از دست می‌دهد. بی‌کار و در آستانه از دست دادن ملکش، تصمیم می‌گیرد اسب را، که حالا لقب «سونیا» را دارد، برای تولید مثل به کار گیرد. پای آسیب‌دیدهٔ سونیا گچ گرفته می‌شود و روند بهبودی آغاز می‌شود.
کیل که از همان نگاه نخست دل به سونیا بسته، شب‌ها مخفیانه به اصطبل می‌رود تا او را ببیند. او همچنین پنهانی به دیدار پدربزرگش، «پاپ» ــ پدر بن ــ می‌رود؛ مردی که با شوق فراوان چیزهایی دربارهٔ اسب‌ها به نوه‌اش می‌آموزد.
آن‌ها برای انتخاب نریان به مزرعه‌ای می‌روند، اما هزینهٔ جفت‌گیری بیش از توانشان است. پاپ مقداری پول به بن می‌دهد تا برای این کار استفاده کند، و بن با اکراه آن را می‌پذیرد. بااین‌حال، پیش از آن‌که جفت‌گیری انجام شود، دامپزشک معاینه‌ای انجام می‌دهد و مشخص می‌شود که سونیا نمی‌تواند باردار شود.
پس از آن، کیل مکالمه‌ای بین پدر و مادرش، لیلی، را می‌شنود که در آن بن می‌گوید سونیا زندگی‌شان را نابود کرده، چون نمی‌تواند کره‌ای بیاورد. لیلی پاسخ می‌دهد که سونیا بهترین اتفاقی بوده که برایشان افتاده است، چراکه سبب شده بن بالاخره وقتش را با کیل بگذراند. بن، که خشمگین شده، می‌گوید اگر کیل آن روز همراهش نبود، اجازه می‌داد سونیا را بکشند.
کیل که از شنیدن این حرف دل‌شکسته شده، تصمیم به فرار از خانه می‌گیرد و سونیا را زین می‌کند. در همین هنگام، بن وارد اصطبل می‌شود و پیش از آن‌که از ماجرا سردرآورد، سونیا با سرعت از جا می‌پرد و کیل را با خود می‌برد. بن با کامیونش به‌سرعت دنبال آن‌ها می‌رود و پس از رسیدن، کیل را نجات می‌دهد و درمی‌یابد که سونیا، با وجود آسیب قبلی، هنوز بسیار سریع است.
پدر و دختر تصمیم می‌گیرند سونیا را وارد مسابقه کنند. ولی پس از آن‌که سونیا در یک مسابقهٔ خریدنی شرکت می‌کند و از سوی فردی دیگر خریداری می‌شود، کیل از دست پدرش خشمگین می‌شود.
در شب جلسهٔ اولیا و مربیان در مدرسه، بن داستانی را که کیل دربارهٔ پادشاهی و اسب وفادارش نوشته، می‌خواند و درمی‌یابد که خانواده‌اش چقدر به سونیا نیاز دارند. او با پولی که از پدرش می‌گیرد، سونیا را بازمی‌خرد. سپس کیل تصمیم می‌گیرد سونیا را در مسابقهٔ بزرگ «جام کلاسیک بریدرز» شرکت دهد، با «منی»، همکار بن، به‌عنوان سوارکار. آن‌ها تمرین را آغاز کرده و یک پشتیبان مالی ثروتمند نیز پیدا می‌کنند.
در روز مسابقه، بن متوجه گرمای پای سونیا می‌شود و با تردید به این می‌اندیشد که شاید نباید او را وارد میدان کند، چون می‌ترسد دوباره آسیب ببیند. اما سونیا از بازگشت به اصطبل سر باز می‌زند. درنهایت، منی و سونیا وارد میدان می‌شوند و پیروز می‌شوند.